# Withiel
Withiel – wieś w Anglii, w Kornwalii. Leży 63 km na północny wschód od miasta Penzance i 350 km na zachód od Londynu. W 2001 miejscowość liczyła 351 mieszkańców.